# Хлорометан
Хлорметан, метил хлорид, CH3Cl — органічна речовина належить до групи галогеналканів. Вперше був отриманий французькими вченими Жаном-Батистом Андре Дюма і Еженом Пеліго в 1835 році кип'ятінням суміші метанолу, сірчаної кислоти і хлориду натрію. Аналогічний спосіб використовується і в наші дні.

## Фізичні властивості
Хлорметан безбарвний легко летючий прозорий газ з солодкуватим запахом. Завдяки слабкому запаху можна легко не помітити токсичної або вибухонебезпечної концентрації.
Молекулярна маса - 50,49 г/моль;
Температура плавлення -96,7 °C;
Температура кипіння  -23,76 °C;
Густина — 2,31;
Тиск насиченої пари: 4 кПа (-80 °C); 53,32 кПа (-38 °C); 0,26 МПа (0 °C); 0,498 МПа (20 °C); 3,44 МПа (100 °C);
Показник заломлення: nD−23,7  1,3712;
Критична температура: tкрит 143,1 °С;
Критичний тиск ркрит 6,678 МПа.

## Виробництво
Велика кількість хлорметану виробляється природно в океані дією сонячного світла на біомасу і хлору в морській піні. Проте, весь хлорметан, який використовується зараз в промисловості вироблено синтетично.
Велика частина хлорметану отримана реакцією метанолу з хлороводнем, згідно з наступною хімічною реакцією
CH3OH + HCl → CH3Cl + H2O
Це може бути здійснено пропусканням хлороводню через киплячий метанол разом з хлоридом цинку як каталізатором або пропусканням суміші метанолу та хлороводню через окис алюмінію при 350 °C.
Менші кількості хлорметану виробляють нагріванням суміші метану і хлору до 400 °C. Однак, цей метод дає суміш з більш хлорованих похідних метану (дихлорметан, хлороформ, тетрахлорметан) і використовується тоді, коли необхідні ці речовини.

## Застосування
Хлорметан був поширеним холодоагентом. Але таке його застосування припинили через токсичність і пожежонебезпеку. Хлорметан використовували як добавки до бензину на основі свинцю. Найважливіше використання хлорметану зараз як хімічного напівпродукту у виробництві силіконових полімерів. Менші кількості використовуються як розчинники при виробництві бутилкаучуку і очищенні бензину. Хлорметан використовується як метилюючий або хлоруючий агент в органічній хімії. Він знаходить також безліч різних застосувань: видалення жирних забруднень, слідів смол, як ракетне паливо, для отримання пінополістиролу. Як локальне знеболювальне, як інтермедіант при синтезі ліків, як носій в низькотемпературній полімеризації, як рідина для термометричного і термостатичного обладнання, як гербіцид.